# Pontcharra-sur-Turdine
Pour les articles homonymes, voir Pontcharra et Turdine (homonymie).
Pontcharra-sur-Turdine est une  ancienne commune française située dans le département du Rhône en région Auvergne-Rhône-Alpes. Le 1er janvier 2019, elle devient une commune déléguée de Vindry-sur-Turdine.

## Géographie

### Localisation
Pontcharra-sur-Turdine se trouve sur la Nationale 7, à 36 km au nord-ouest de Lyon. La commune est traversée par la Turdine. Depuis janvier 2013, elle est desservie par l'A89 via le diffuseur de Tarare Est (sortie no 35).

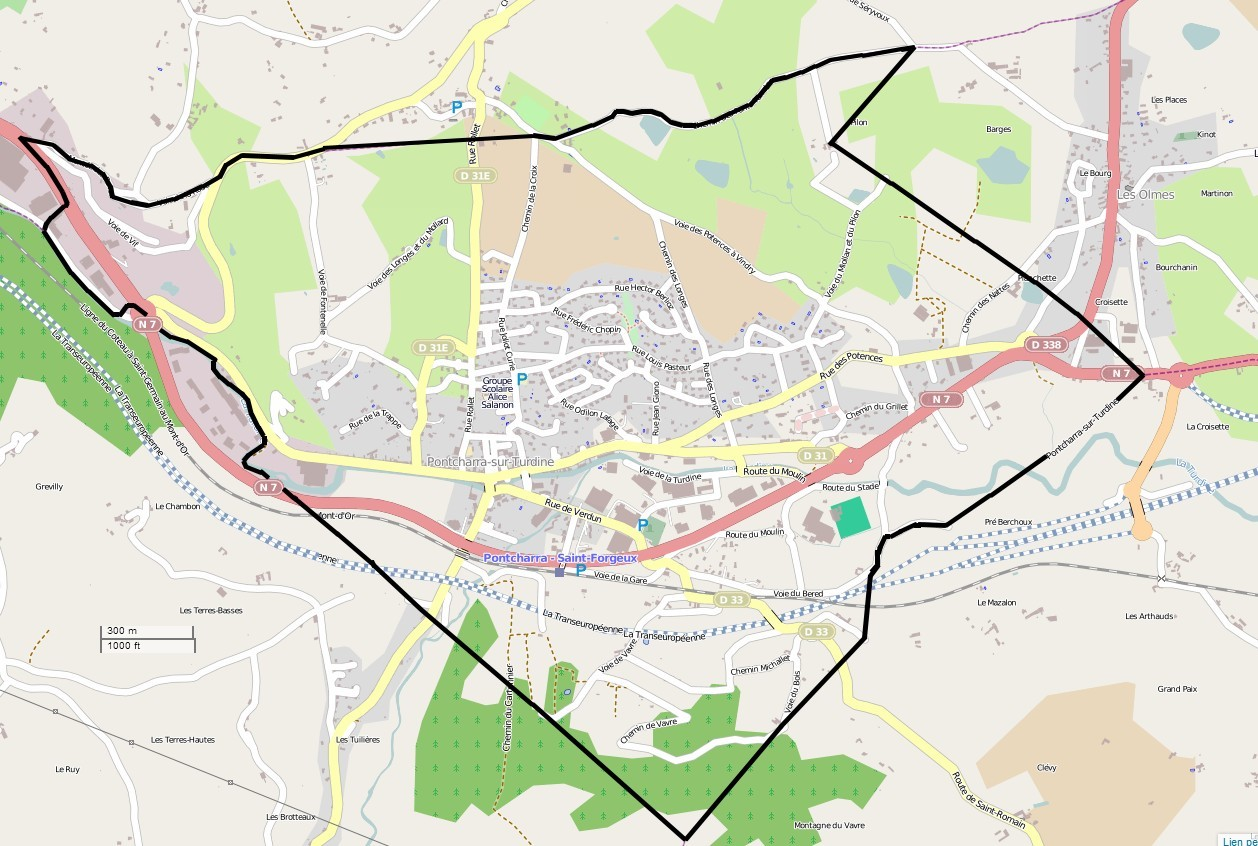
Carte géographique de Pontcharra-sur-Turdine.

### Géologie et relief
Pontcharra-sur-Turdine est située sur la retombée orientale du Massif central. La zone est principalement composée de roches volcaniques ainsi que d'alluvions anciennes datant du pliocène ou du pléistocène. À cela on constate également la présence de conglomérats calcaires avec de l'argile (60 % de illite et 30 % de kaolinite).

### Hydrographie

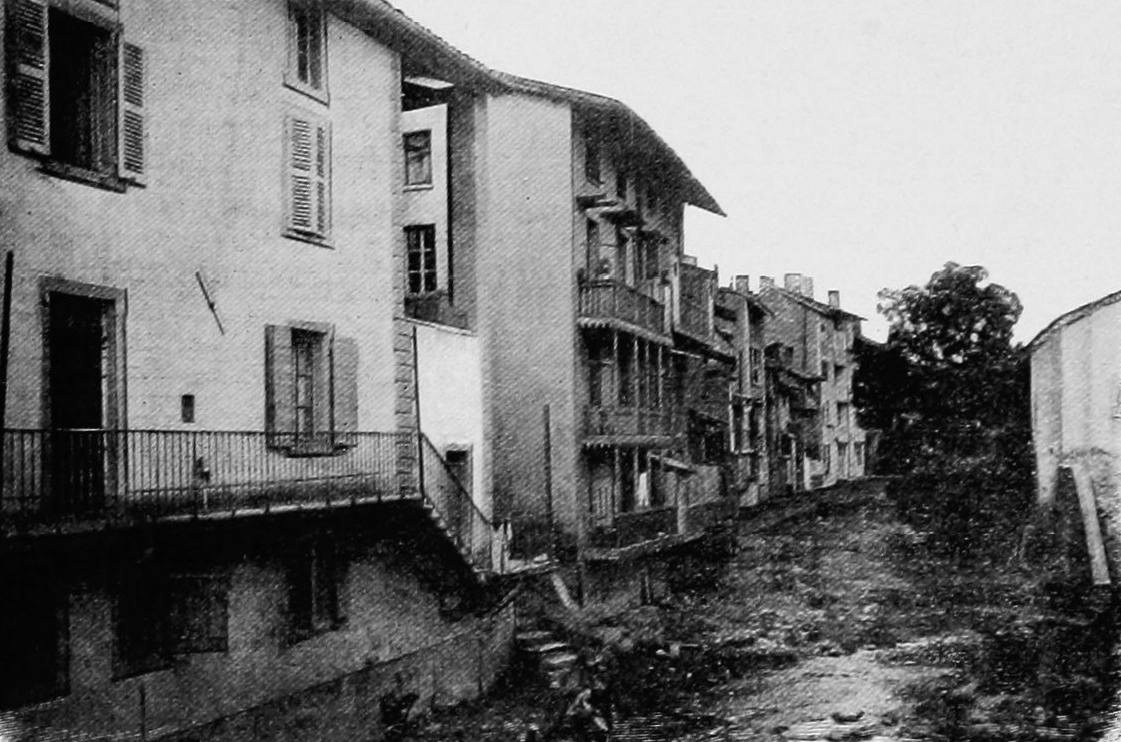
La Turdine à l'intérieur du bourg.

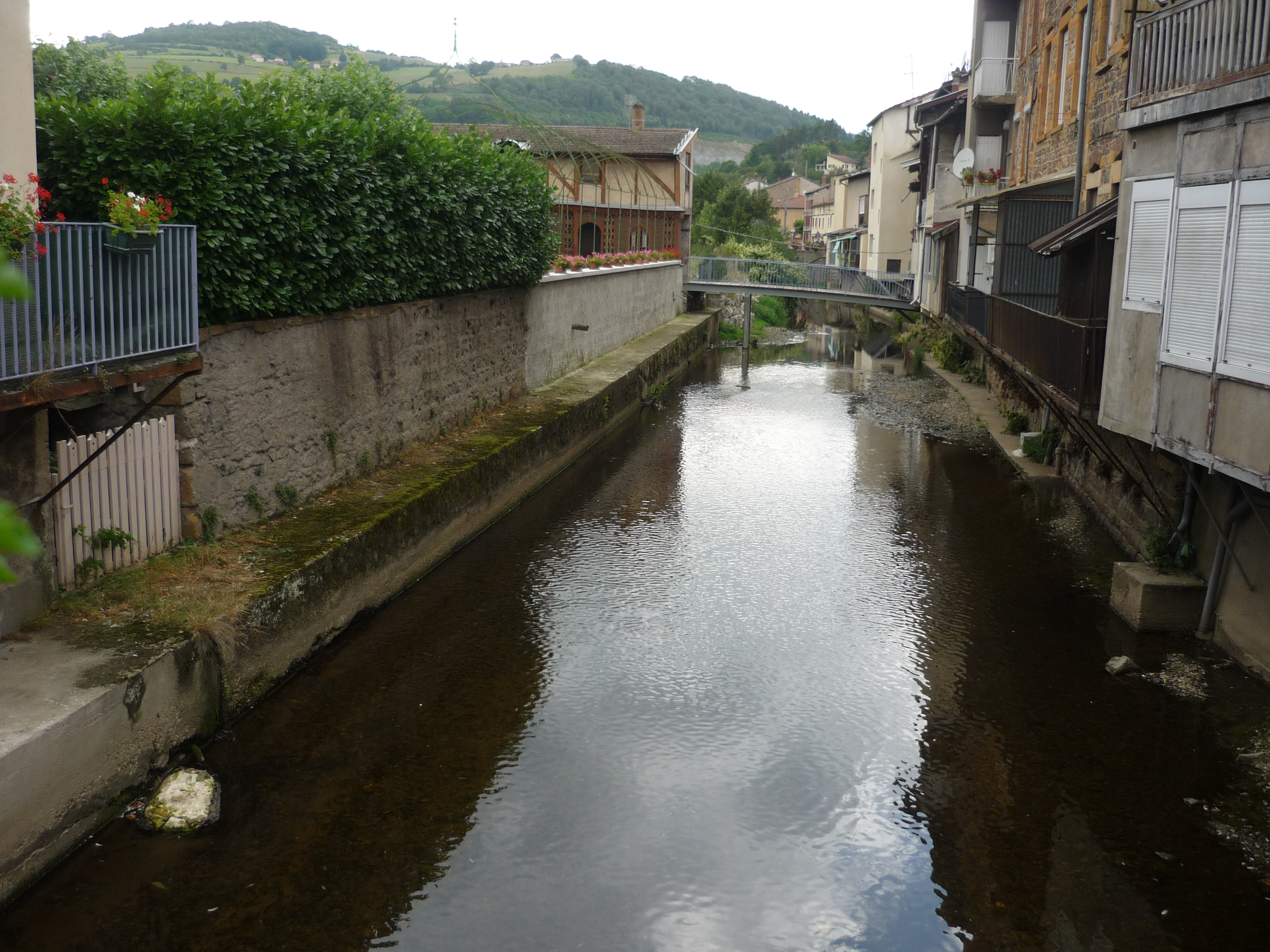
La Turdine (amont).

La commune de Pontcharra-sur-Turdine est traversée par la Turdine (avec un débit de l'ordre de 1,5 m3/s) qui constitue un affluent de la Brévenne qui débute à Joux et qui aboutit à l'Arbresle.
Le bassin versant de la commune est de 122 km2 et possède de fortes pentes ainsi que de nombreux petits affluents.
Les crues dites crues de retour correspondent :
- pour les crues de retour de 10 ans à 72 mm de pluie journalière ;
- pour les crues de retour de 100 ans à 107 mm de pluie journalière.

Le Torranchin, qui arrive de la vallée de Saint-Forgeux, vient se jeter dans la Turdine au niveau de Pontcharra-sur-Turdine.

### Climat
| Mois                               | jan. | fév. | mars | avril | mai | juin | jui. | août | sep. | oct. | nov. | déc. | année |
| ---------------------------------- | ---- | ---- | ---- | ----- | --- | ---- | ---- | ---- | ---- | ---- | ---- | ---- | ----- |
| Relevé pluviométrique en 2008 (mm) | 50   | 10   | 60   | 100   | 100 | 100  | 100  | 90   | 70   | 190  | 125  | 80   | 1 075 |
| Relevé pluviométrique en 2009 (mm) | 30   | 80   | 30   | 60    | 40  | 100  | 60   | 80   | 60   | 60   | 80   | 60   | 740   |
| Relevé pluviométrique en 2010 (mm) | 60   | 80   | 60   | 30    | 125 | 100  | 80   | 80   | 125  | 100  | 100  | 60   | 900   |
| Relevé pluviométrique en 2011 (mm) | 30   | 40   | 80   | 10    | 30  | 60   | 125  | 60   | 20   | 60   | 60   | 70   | 645   |
| Relevé pluviométrique en 2012 (mm) | 80   |      |      |       |     |      |      |      |      |      |      |      |       |

Le climat y est de type semi-continental avec des influences méditerranéennes : les étés sont chauds et ensoleillés et les hivers rigoureux.
Le tableau suivant donne les moyennes mensuelles de température et de précipitations pour la station de Villefranche-sur-Saône recueillies sur la période 1961 - 1990. La station météo de Villefranche-sur-Saône est située à environ 22 km à « vol d'oiseau » de Pontcharra-sur-Turdine. Elle est positionnée à une altitude de 195 m.
| Mois                              | jan. | fév. | mars | avril | mai  | juin | jui. | août | sep. | oct. | nov. | déc. | année |
| --------------------------------- | ---- | ---- | ---- | ----- | ---- | ---- | ---- | ---- | ---- | ---- | ---- | ---- | ----- |
| Température minimale moyenne (°C) | −0,6 | 0,6  | 2,4  | 5,1   | 8,9  | 12,2 | 14,3 | 13,5 | 10,7 | 7,2  | 2,7  | 0,1  | 6,4   |
| Température moyenne (°C)          | 2,5  | 4,2  | 6,9  | 10,2  | 14,2 | 17,7 | 20,2 | 19,4 | 16,4 | 11,9 | 6,3  | 3    | 11,1  |
| Température maximale moyenne (°C) | 5,5  | 7,9  | 11,5 | 15,2  | 19,4 | 23,2 | 26,1 | 25,2 | 22,1 | 16,5 | 9,8  | 5,9  | 15,7  |
| Précipitations (mm)               | 47,3 | 45,4 | 47,4 | 58,5  | 82   | 71,4 | 59,8 | 81,6 | 71,6 | 67,2 | 60,1 | 51,7 | 744   |

### Voies de communication et transports

#### Voies routières
- Autoroute A89.

#### Transports ferroviaires
Le réseau ferroviaire est exploité par la SNCF. La ligne 6 des TER Auvergne-Rhône-Alpes entre la gare de Lyon-Perrache et la gare de Clermont-Ferrand par Tarare, Roanne et Vichy dessert la commune à la gare de Pontcharra - Saint-Forgeux.

#### Transports en commun
Les lignes de car traversant Pontcharra-sur-Turdine sont sous la direction du SYTRAL dans le cadre du réseau Les cars du Rhône :
- Ligne 116 entre Lyon - Gorge de Loup et Cours via Tarare ;
- Ligne 217 entre Villefranche-sur-Saône et Tarare ;
- Les lignes scolaires (Lignes Fréquence) 404 (Tarare-Bibost), 421 (Tarare-Vindry-sur-Turdine), 431 (Lozanne-Tarare), 434 (Tarare-Val-d'Oingt), 448 (Tarare-Poule-les-Écharmeaux) 479 (Tarare-Gleizé) et 593 (Tarare-L'Arbresle) assurent les dessertes des élèves du secteur.

## Histoire
Aux XVIIe et XVIIIe siècles, Pontcharra-sur-Turdine n'est qu'un bourg commerçant. Ce bourg faisait partie de la commune de Saint-Loup (Rhône) dont il ne se sépare que le 7 septembre 1840 pour devenir une commune.

Acté par un arrêté préfectoral du 19 décembre 2018, la commune est regroupée avec Dareizé, Les Olmes et Saint-Loup sous la commune nouvelle de Vindry-sur-Turdine le 1er janvier 2019.

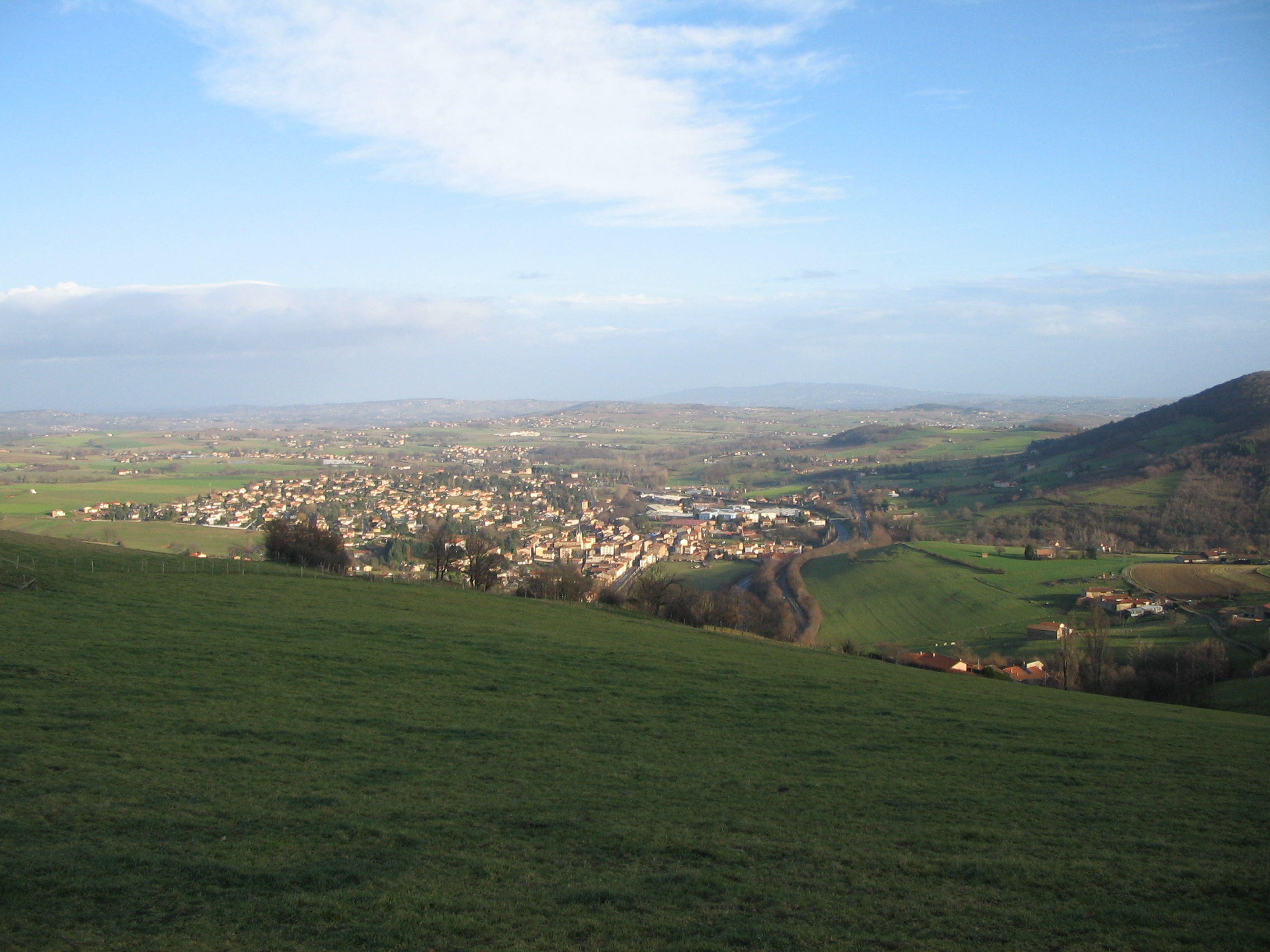
Vue générale sur Pontcharra-sur-Turdine avant l'autoroute.

## Politique et administration

### Liste des maires
Depuis 1945, cinq maires se sont succédé :
| Période   | Période          | Identité        | Étiquette | Qualité                                                                         |
| --------- | ---------------- | --------------- | --------- | ------------------------------------------------------------------------------- |
| 1945      | mars 1959        | Pierre Morel    |           |                                                                                 |
| mars 1959 | mars 1965        | Georges Gavarri |           |                                                                                 |
| mars 1965 | mars 1983        | Claude Marchand |           |                                                                                 |
| mars 1983 | juin 1995        | Michel Chamba   |           |                                                                                 |
| juin 1995 | 31 décembre 2018 | Jacques Nové    | DVD       | Retraité de la fonction publique Président de la CC du Pays de Tarare (2008 → ) |

### Tendances politiques et résultats électoraux
| Élections présidentielles, résultats des deuxièmes tours.                                               | Élections présidentielles, résultats des deuxièmes tours. | Élections présidentielles, résultats des deuxièmes tours. | Élections présidentielles, résultats des deuxièmes tours. | Élections présidentielles, résultats des deuxièmes tours. | Élections présidentielles, résultats des deuxièmes tours. | Élections présidentielles, résultats des deuxièmes tours. | Élections présidentielles, résultats des deuxièmes tours. |
| Année                                                                                                   | Élu                                                       | Élu                                                       | Élu                                                       | Battu                                                     | Battu                                                     | Battu                                                     | Participation                                             |
| --- | --------------------------------------------------------- | --------------------------------------------------------- | --------------------------------------------------------- | --------------------------------------------------------- | --------------------------------------------------------- | --------------------------------------------------------- | --------------------------------------------------------- |
| 2002 | 80,7 %                                                    | Jacques Chirac                                            | RPR                                                       | 19,3 %                                                    | Jean-Marie Le Pen                                         | FN                                                        | 79,25 %                                                   |
| 2007 | 61,9 %                                                    | Nicolas Sarkozy                                           | UMP                                                       | 38,1 %                                                    | Ségolène Royal                                            | PS                                                        | 81,66 %                                                   |
| 2012 | 40,3 %                                                    | François Hollande                                         | PS                                                        | 59,7 %                                                    | Nicolas Sarkozy                                           | UMP                                                       | 80,92 %                                                   |
| 2017 | %                                                         | Emmanuel Macron                                           | EM                                                        | %                                                         | Marine Le Pen                                             | FN                                                        | %                                                         |
| 2022 | %                                                         | Emmanuel Macron                                           | LREM                                                      | %                                                         | Marine Le Pen                                             | RN                                                        | %                                                         |
| Élections législatives, résultats des deux meilleurs scores du dernier tour de scrutin.                 |                                                           |                                                           |                                                           |                                                           |                                                           |                                                           |                                                           |
| Année                                                                                                   | Élu                                                       | Élu                                                       | Élu                                                       | Battu                                                     | Battu                                                     | Battu                                                     | Participation                                             |
| Pontcharra-sur-Turdine est répartie sur plusieurs circonscriptions, cf. les résultats des .             |                                                           |                                                           |                                                           |                                                           |                                                           |                                                           |                                                           |
| Avant 2010, Pontcharra-sur-Turdine est répartie sur plusieurs circonscriptions, cf. les résultats des . |                                                           |                                                           |                                                           |                                                           |                                                           |                                                           |                                                           |
| 2002 | 58,86 %                                                   | Robert Lamy élu au premier tour                           | UMP                                                       | 17,52 %                                                   | Yvon Olivier                                              | PS                                                        | 61,06 %                                                   |
| 2007 | 54,15 %                                                   | Patrice Verchère élu au premier tour                      | UMP                                                       | 17,81 %                                                   | Sheila Mc Carron                                          | PS                                                        | 62,87 %                                                   |
| Après 2010, Pontcharra-sur-Turdine est répartie sur plusieurs circonscriptions, cf. les résultats de .  |                                                           |                                                           |                                                           |                                                           |                                                           |                                                           |                                                           |
| 2012 | 66,3 %                                                    | Patrice Verchère                                          | UMP                                                       | 33,7 %                                                    | Sheila Mc Carron                                          | PS                                                        | 61,25 %                                                   |
| 2017 | %                                                         |                                                           |                                                           | %                                                         |                                                           |                                                           | %                                                         |
| 2022 | %                                                         |                                                           |                                                           | %                                                         |                                                           |                                                           | %                                                         |
| 2024 | %                                                         |                                                           |                                                           | %                                                         |                                                           |                                                           | %                                                         |
| Élections européennes, résultats des deux meilleurs scores.                                             |                                                           |                                                           |                                                           |                                                           |                                                           |                                                           |                                                           |
| Année                                                                                                   | Liste 1re                                                 | Liste 1re                                                 | Liste 1re                                                 | Liste 2e                                                  | Liste 2e                                                  | Liste 2e                                                  | Participation                                             |
| 2004 | 24,47 %                                                   | Michel Rocard                                             | PS                                                        | 21,13 %                                                   | Thierry Cornillet                                         | UDF                                                       | 34,69 %                                                   |
| 2009 | 33,60 %                                                   | Françoise Grossetête                                      | UMP                                                       | 12,84 %                                                   | Vincent Peillon                                           | PS                                                        | 37,12 %                                                   |
| 2014 | %                                                         |                                                           |                                                           | %                                                         |                                                           |                                                           | %                                                         |
| 2019 | %                                                         |                                                           |                                                           | %                                                         |                                                           |                                                           | %                                                         |
| 2024 | %                                                         |                                                           |                                                           | %                                                         |                                                           |                                                           | %                                                         |
| Élections régionales, résultats des deux meilleurs scores.                                              |                                                           |                                                           |                                                           |                                                           |                                                           |                                                           |                                                           |
| Année                                                                                                   | Liste 1re                                                 | Liste 1re                                                 | Liste 1re                                                 | Liste 2e                                                  | Liste 2e                                                  | Liste 2e                                                  | Participation                                             |
| 2004 | 38,66 %                                                   | Jean-Jack Queyranne                                       | PS                                                        | 42,44 %                                                   | Anne-Marie Comparini                                      | Modem                                                     | 58,33 %                                                   |
| 2010 | 42,09 %                                                   | Jean-Jack Queyranne                                       | PS                                                        | 38,44 %                                                   | Françoise Grossetête                                      | UMP                                                       | 46,31 %                                                   |
| 2015 | %                                                         |                                                           |                                                           | %                                                         |                                                           |                                                           | %                                                         |
| 2021 | %                                                         |                                                           |                                                           | %                                                         |                                                           |                                                           | %                                                         |
| Élections cantonales, résultats des deux meilleurs scores du dernier tour de scrutin.                   |                                                           |                                                           |                                                           |                                                           |                                                           |                                                           |                                                           |
| Année                                                                                                   | Élu                                                       | Élu                                                       | Élu                                                       | Battu                                                     | Battu                                                     | Battu                                                     | Participation                                             |
| Pontcharra-sur-Turdine est répartie sur plusieurs cantons, cf. les résultats de ceux de .               |                                                           |                                                           |                                                           |                                                           |                                                           |                                                           |                                                           |
| 2001 | %                                                         |                                                           |                                                           | %                                                         |                                                           |                                                           | indisponible %                                            |
| 2004 | %                                                         |                                                           |                                                           | %                                                         |                                                           |                                                           | indisponible %                                            |
| 2008 | 61,37 %                                                   | Jacques Larrochette                                       | DVD                                                       | 38,63 %                                                   | Thomas Chadoeuf-Hoebeke                                   | PS                                                        | 51,03 %                                                   |
| 2011 | %                                                         |                                                           |                                                           | %                                                         |                                                           |                                                           | indisponible %                                            |
| Élections départementales, résultats des deux meilleurs scores du dernier tour de scrutin.              |                                                           |                                                           |                                                           |                                                           |                                                           |                                                           |                                                           |
| Année                                                                                                   | Élus                                                      | Élus                                                      | Élus                                                      | Battus                                                    | Battus                                                    | Battus                                                    | Participation                                             |
| Pontcharra-sur-Turdine est répartie sur plusieurs cantons, cf. les résultats de ceux de .               |                                                           |                                                           |                                                           |                                                           |                                                           |                                                           |                                                           |
| 2015 | %                                                         |                                                           |                                                           | %                                                         |                                                           |                                                           | %                                                         |
| 2021 | %                                                         |                                                           |                                                           | %                                                         |                                                           |                                                           | %                                                         |
| Référendums.                                                                                            |                                                           |                                                           |                                                           |                                                           |                                                           |                                                           |                                                           |
| Année                                                                                                   | Oui (national)                                            | Oui (national)                                            | Oui (national)                                            | Non (national)                                            | Non (national)                                            | Non (national)                                            | Participation                                             |
| 1992 | 48,41 % (51,04 %)                                         | 48,41 % (51,04 %)                                         | 48,41 % (51,04 %)                                         | 51,59 % (48,96 %)                                         | 51,59 % (48,96 %)                                         | 51,59 % (48,96 %)                                         | 73,77 %                                                   |
| 2000 | 71,60 % (73,21 %)                                         | 71,60 % (73,21 %)                                         | 71,60 % (73,21 %)                                         | 28,40 % (26,79 %)                                         | 28,40 % (26,79 %)                                         | 28,40 % (26,79 %)                                         | 25,06 %                                                   |
| 2005 | 48,56 % (45,33 %)                                         | 48,56 % (45,33 %)                                         | 48,56 % (45,33 %)                                         | 51,44 % (54,67 %)                                         | 51,44 % (54,67 %)                                         | 51,44 % (54,67 %)                                         | 63,56 %                                                   |

### Intercommunalité

Carte de la communauté de communes du Pays de Tarare.

Pontcharra-sur-Turdine fait partie de la communauté de communes du Pays de Tarare du 22 décembre 1995 au 31 décembre 2013 regroupant de 16 communes (Affoux,Ancy, Dareizé, Dième, Joux, Les Olmes, Pontcharra-sur-Turdine, Saint-Appolinaire, Saint-Clément-sur-Valsonne, Saint-Forgeux, Saint-Loup, Saint-Marcel-l'Éclairé, Saint-Romain-de-Popey, Les Sauvages, Tarare et Valsonne). À partir du 1er janvier 2014 elles intègrent la communauté de communes de l'Ouest Rhodanien issue d'une fusion de trois anciennes communautés de communes, et qui est transformée en communauté d'agglomération le 1er janvier 2016.

## Jumelages
Pontcharra-sur-Turdine n'est jumelée avec aucune autre commune.

## Économie

### Revenus de la population et fiscalité
| Statut                      | Nombre de ménages concernés | 1er quartile Moins de | 2e quartile Entre    | 3equartile Entre     | 4e quartile Plus de | Écart inter-quartile |
| --------------------------- | --------------------------- | --------------------- | -------------------- | -------------------- | ------------------- | -------------------- |
| Propriétaires               | 706                         | 26 284 €              | 26 284 € et 37 967 € | 37 967 € et 50 698 € | 50 698 €            | 24 414 €             |
| Locataires                  | 211                         | 15 486 €              | 15 486 € et 20 832 € | 20 832 € et 30 413 € | 30 413 €            | 14 927 €             |
| Locataires du statut social | 90                          | 11 115 €              | 11 115 € et 15 201 € | 15 201 € et 21 551 € | 21 551 €            | 10 436 €             |
| Total                       | 1007                        | 19 708 €              | 19 708 € et 31 847 € | 31 847 € et 44 817 € | 44 817 €            | 24 396,96 €          |
| Sources des données : INSEE |                             |                       |                      |                      |                     |                      |

### Emploi
La population de Pontcharra-sur-Turdine est composée majoritairement de foyers à revenus moyen, le revenu moyen par ménage était de 23 434 € par an en 2010.
| Répartition de la population par situations professionnelles                                   | Répartition de la population par catégories socioprofessionnelles |
| - Actifs (44 %) - Chômeurs (4 %) - Étudiants (6 %) - Retraités (22 %) - Autres Inactifs (24 %) | - Agriculteur (1 %) - Artisans/Commerçants (6 %) - Cadres (7 %) - Professions intermédiaires (17 %) - Employés (23 %) - Ouvriers (22 %) - Retraités (22 %) - Autres (2 %) |

Répartition de la population active par catégories socioprofessionnelles (recensement de 2007)
|                             | Agriculteurs | Artisans, commerçants, chefs d'entreprise | Cadres, professions intellectuelles | Professions intermédiaires | Employés | Ouvriers |
| --------------------------- | ------------ | ----------------------------------------- | ----------------------------------- | -------------------------- | -------- | -------- |
| Pontcharra-sur-Turdine      | 1,31 %       | 7,89 %                                    | 9,21 %                              | 22,36 %                    | 30,26 %  | 28,94 %  |
| Moyenne nationale           | 1,78 %       | 5,52 %                                    | 14,62 %                             | 23,90 %                    | 29,09 %  | 24,13 %  |
| Sources des données : INSEE |              |                                           |                                     |                            |          |          |

### Entreprises et commerces
Déchelette Malleval, fabricant de tissus, est l'une des entreprises situées sur la commune de Pontcharra-sur-Turdine. Possédant trois sites sur la commune (tissage, usine et siège social) elle emploie plus de 100 personnes dans région de Tarare.[réf. nécessaire]

## Population et société

### Démographie

#### Évolution démographique
L'évolution du nombre d'habitants est connue à travers les recensements de la population effectués dans la commune depuis 1841. Pour les communes de moins de 10 000 habitants, une enquête de recensement portant sur toute la population est réalisée tous les cinq ans, les populations de référence des années intermédiaires étant quant à elles estimées par interpolation ou extrapolation. Pour la commune, le premier recensement exhaustif entrant dans le cadre du nouveau dispositif a été réalisé en 2006.

En 2016, la commune comptait 2 695 habitants, en évolution de +8,54 % par rapport à 2010 (Rhône : +3,93 %, France hors Mayotte : +2,11 %).
| 1841  | 1846  | 1851  | 1856  | 1861  | 1866  | 1872  | 1876  | 1881  |
| ----- | ----- | ----- | ----- | ----- | ----- | ----- | ----- | ----- |
| 1 200 | 1 281 | 1 353 | 1 442 | 1 615 | 1 760 | 1 604 | 1 796 | 1 825 |

| 1886  | 1891  | 1896  | 1901  | 1906  | 1911  | 1921  | 1926  | 1931  |
| ----- | ----- | ----- | ----- | ----- | ----- | ----- | ----- | ----- |
| 1 749 | 1 725 | 1 789 | 1 681 | 1 534 | 1 406 | 1 256 | 1 345 | 1 355 |

| 1936  | 1946  | 1954  | 1962  | 1968  | 1975  | 1982  | 1990  | 1999  |
| ----- | ----- | ----- | ----- | ----- | ----- | ----- | ----- | ----- |
| 1 244 | 1 265 | 1 344 | 1 407 | 1 501 | 1 746 | 1 833 | 2 086 | 2 136 |

| 2006  | 2011  | 2016  | - | - | - | - | - | - |
| ----- | ----- | ----- | - | - | - | - | - | - |
| 2 464 | 2 501 | 2 695 | - | - | - | - | - | - |

#### Pyramide des âges
La répartition de la population de la commune par tranches d'âge est la suivante :
- en 2009 : 51,32 % de femmes et 48,68 % d’hommes
- en 2006 : 49,8 % de femmes et 50,2 % d’hommes ;
- en 1999 : 50, 2 % de femmes et 49,8 % d’hommes.

| Hommes | Classe d’âge | Femmes |
| ------ | ------------ | ------ |
| 0,1    | 90 ans ou +  | 0,9    |
| 6,7    | 75 à 89 ans  | 8,6    |
| 15,3   | 60 à 74 ans  | 16,1   |
| 20,8   | 45 à 59 ans  | 19,1   |
| 20,4   | 30 à 44 ans  | 19,7   |
| 14,9   | 15 à 29 ans  | 14,6   |
| 21,8   | 0 à 14 ans   | 21,1   |

| Hommes | Classe d’âge | Femmes |
| ------ | ------------ | ------ |
| 19,4   | 60 ans ou +  | 23,2   |
| 27,5   | 40 à 59 ans  | 26,3   |
| 25,7   | 20 à 39 ans  | 24,7   |
| 27,4   | 0 à 19 ans   | 25,8   |

| Hommes | Classe d’âge | Femmes |
| ------ | ------------ | ------ |
| 19,3   | 60 ans ou +  | 23,9   |
| 29,2   | 40 à 59 ans  | 28,3   |
| 25,5   | 20 à 39 ans  | 24,1   |
| 26,0   | 0 à 19 ans   | 23,7   |

### Enseignement

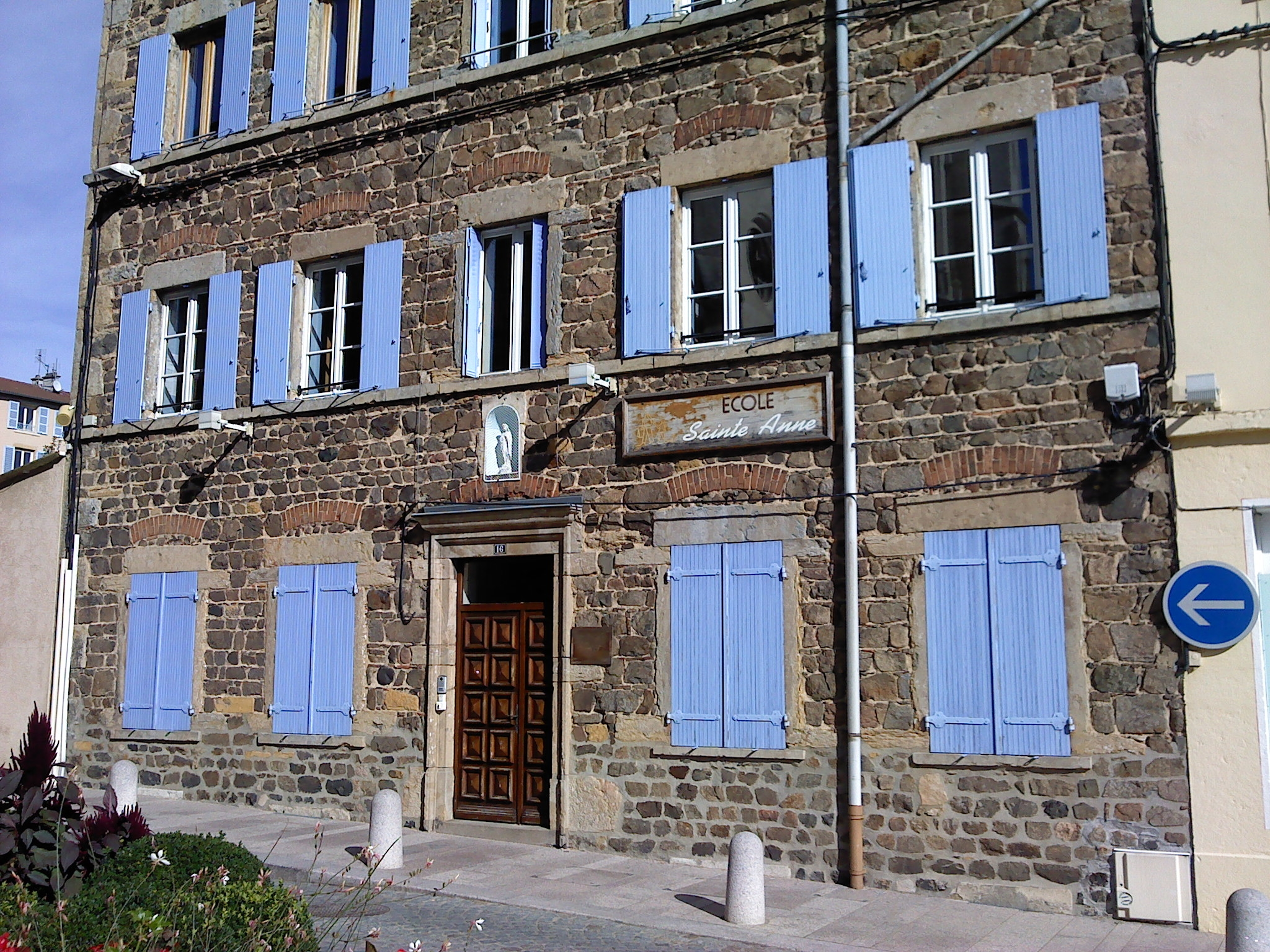
L'école privée Sainte-Anne.

Pontcharra-sur-Turdine est située dans l'académie de Lyon.
La commune administre la micro crèche P'tits Turdinois, le groupe scolaire Alice-Salanon regroupant une école maternelle et une école primaire. Il y a également l'école privée Sainte-Anne, incluant une maternelle et une primaire.
Les collèges et lycées à proximité sont situés à Tarare (à 5 km de Pontcharra-sur-Turdine) :
- La cité scolaire publique de Tarare regroupant un collège, un lycée général et un lycée technologique[48].
- Le collège privé Saint-André[49].
- Le lycée privé Notre-Dame-de-Bel-Air[49].

Il existe également des établissements scolaires du secondaire à 15 km à l'Arbresle,.

### Manifestations culturelles et festivités
La fête des classes est organisée à Pontcharra-sur-Turdine.
Le Festival des 3 Vallées correspondant aux vallées de la Turdine, de la Brévenne et de l'Azergues a eu lieu en 2009 à Pontcharra-sur-Turdine.

### Santé
Un certain nombre de praticiens indépendants sont installés à Pontcharra-sur-Turdine : plusieurs médecins et plusieurs dentistes ; de plus, une pharmacie est localisée à Pontcharra-sur-Turdine, rue de Verdun.
Le service d'urgence le plus proche est celui de « l'Hôpital Nord-Ouest » à Tarare, à moins de 10 minutes de Pontcharra-sur-Turdine.

### Médias
Le principal quotidien régional diffusé à Pontcharra-sur-Turdine est Le Progrès. S’y ajoute Le Pays, du groupe Centre France.

### Risques majeurs
Il n'existe pas de site classé SEVESO sur la commune de Pontcharra-sur-Turdine.
- Risque d'inondations
- Risque de transports de matières dangereuses

Les deux facteurs concernant les matières dangereuses sont : le gazoduc traversant le territoire de la commune sur la partie nord de la commune, le transport par la route via la nationale 7 et la route départementale 31.
- Risque industriel
- Risque de rupture de barrage

### Écologie et recyclage
La gestion des déchets et du recyclage est gérée par la communauté de communes du Pays de Tarare. La commune possède 8 points d'apports volontaires des déchets recyclables (verre et papier), de plus il existe un système de collecte semblable aux ordures ménagères pour l'ensemble des autres déchets recyclables.
La commune de Saint-Marcel-l'Éclairé dispose d'une déchèterie ouverte au public tous les jours de la semaine et qui collecte verre, papier, métaux, encombrants, carton, huiles usagées, déchets verts, piles, matériels électroménagers, électronique et informatique, bois, textile, déblais gravats, pneus ainsi que les DEEE et DMS.

### Services, équipements

#### Sapeurs-pompiers

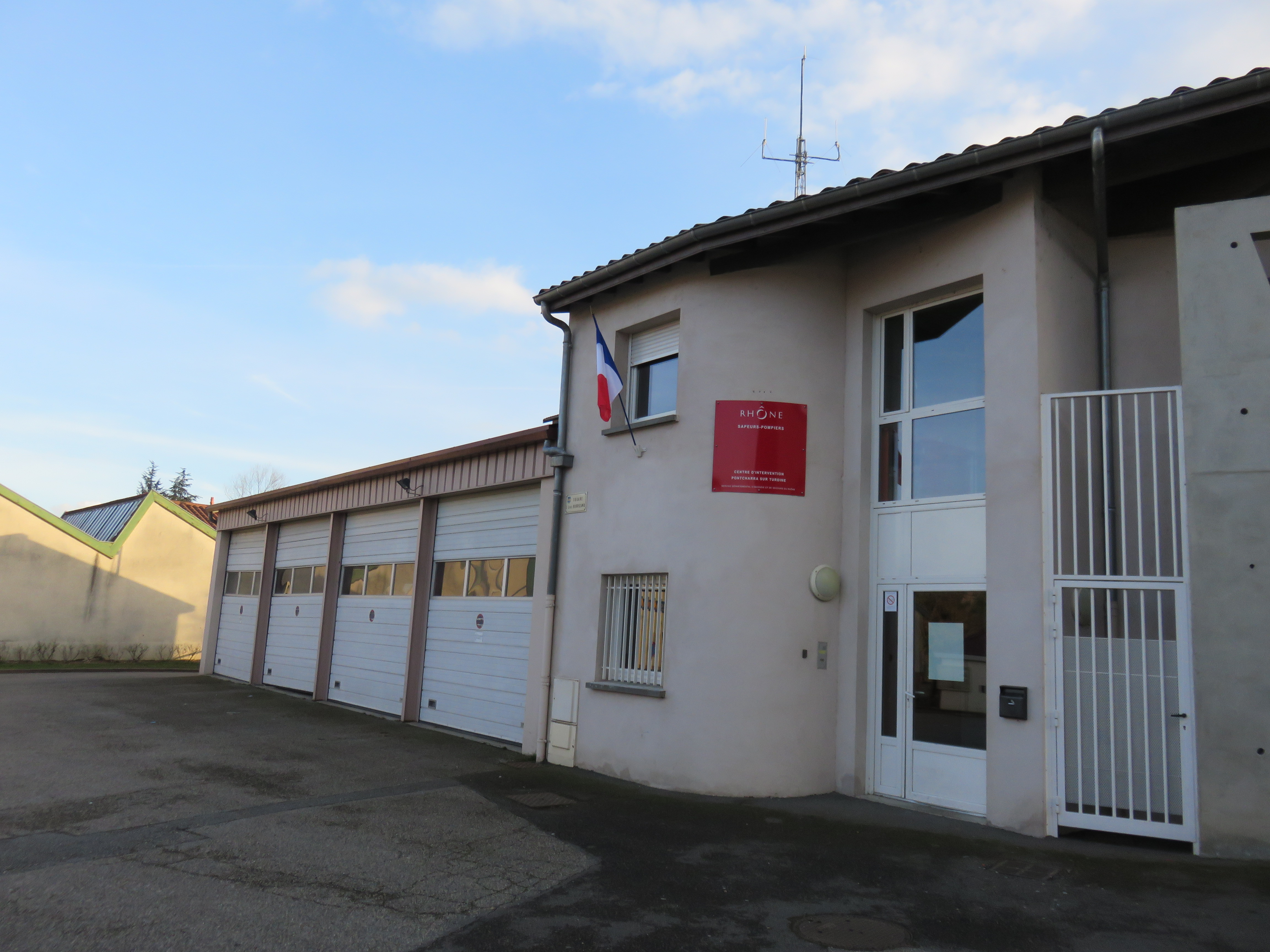
Caserne des pompiers en 2019

Pontcharra-sur-Turdine possède un corps de sapeurs-pompiers sous l'autorité hiérarchique du SDMIS,
- Officiellement créé en 1944
- Composé de 37 pompiers
- Dirigé par le lieutenant Régis Constant depuis le 23 janvier 2014[59].

### Télévision
Le passage à la télévision numérique terrestre (TNT) s'est effectué dans la nuit du 14 au 15 juin 2011.

## Culture et patrimoine

### Lieux et monuments

#### Monuments civils
- Salle de la Commanderie
- Salle de la Turdine
- Marie de Pontcharra-sur-Turdine

#### Monuments religieux

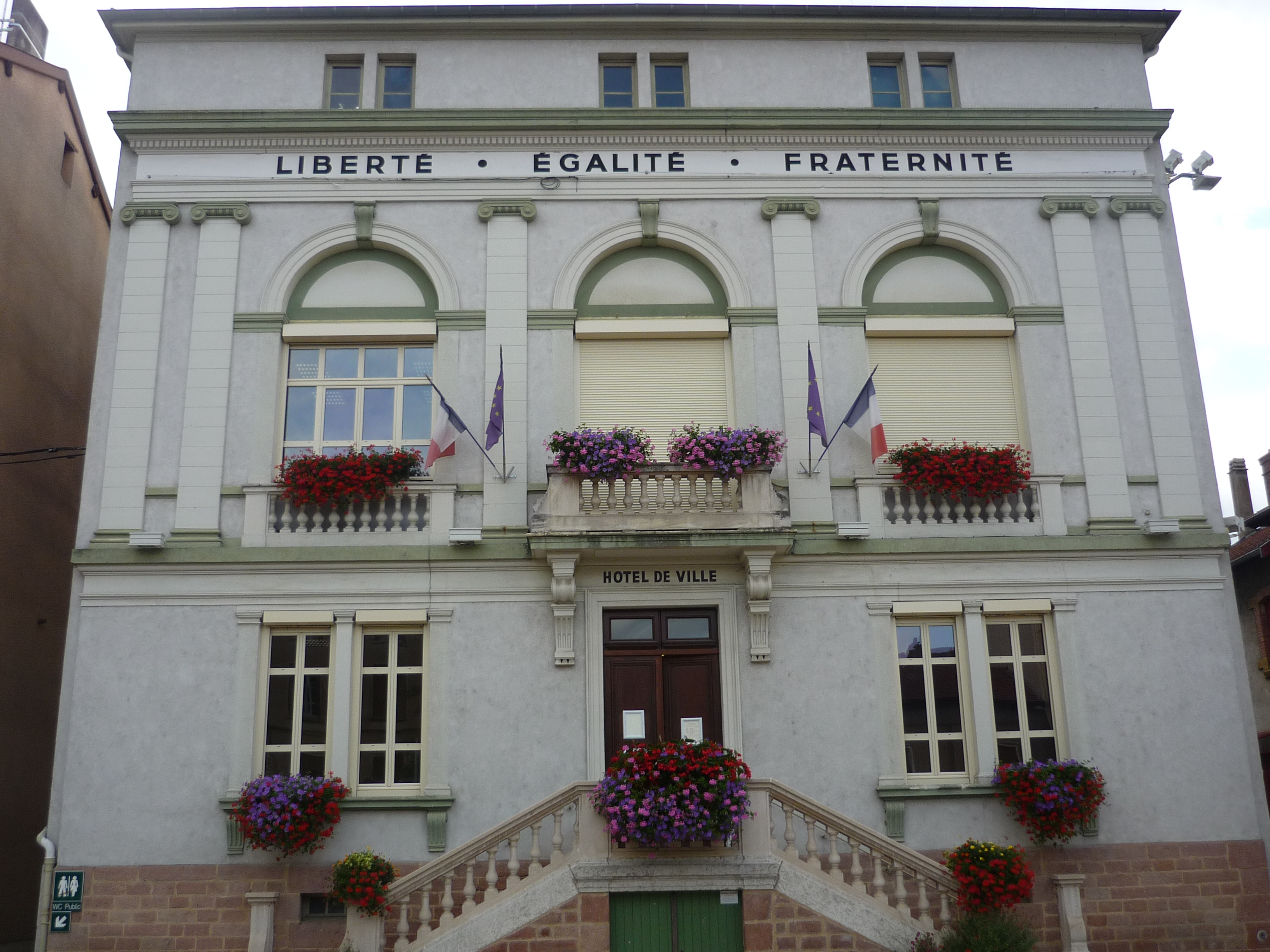
La Chapelle des Antonins a été construite au XIVe siècle pour servir à l'église de Saint-Loup. En 1791 la chapelle est sécularisée et sert de grenier à blé et à fourrage, puis avec le concordat de 1801 elle est de nouveau utilisée comme lieu de culte à partir de 1809. La chapelle devient église paroissiale « à titre provisoire », lorsque Pontcharra obtient le statut de paroisse autonome en 1820. La chapelle est alors couramment appelée Saint-Antoine. À la suite de la séparation des communes de Saint-Loup et de Pontcharra, il est décidé de construire une église. La chapelle devenue inutile est détruite en 1873[61].
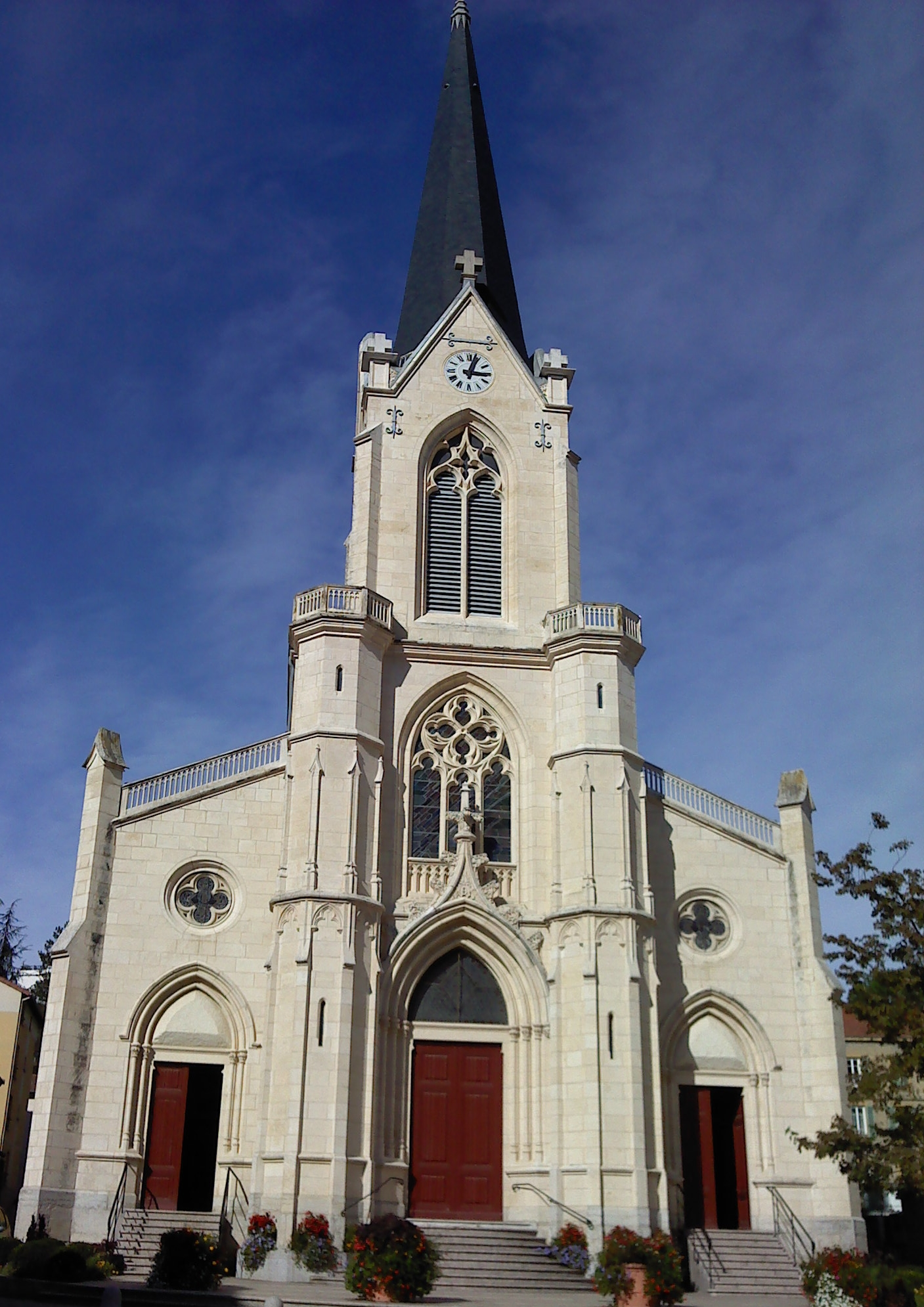
L'Église Saint-Antoine. Dès le 11 septembre 1855, il est décidé par le conseil municipal de Pontcharra de construire une nouvelle église. En effet, celui-ci constate que la petite chapelle des Antonins est devenue trop petite et aurait besoin de réparations très coûteuse. L'emplacement de cette nouvelle église, dont l'édification est confiée à l'architecte lyonnais Claude-Anthelme Benoit[62], est décidé le 12 février 1857. Le 20 mars 1866 le conseil municipal demande aux plus grands contribuables de Pontcharra de contribuer à un impôt extraordinaire pour subvenir aux besoins de la future construction. Le juin 1868 les travaux s’élèvent à 117838,32 francs. Mais le conseil de fabrique demande que l'église bénéficie d'une nouvelle travée ce qui augmente le coût de 6 000 francs le portant à 123 838,32 francs. Mais lors du terrassement de l'église une source est découverte à l'endroit où doit se tenir le futur chœur de l'église, entraînant un surcoût de 1 065 francs. En mai 1874 l'église devient fonctionnelle mais elle n'est pas encore terminée, le clocher finira par atteindre 42,50 mètres[61].À la suite de la loi de 1905, l'église est à la charge de la commune et la commune a dû à ce titre effectuer de nombreux travaux d'entretien[61].  - Mairie de Pontcharra-sur-Turdine
  - Église Saint-Antoine de Pontcharra-sur-Turdine.

### Espaces verts et fleurissement
En 2014, la commune obtient le niveau « une fleur » au concours des villes et villages fleuris.

### Personnalités liées à la commune

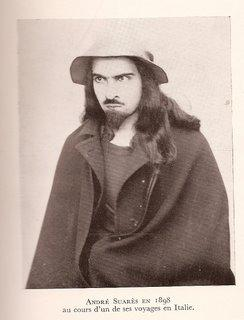
Andrés Suarès

- Andrés SuarèsAndré Suarès (1868-1948) est un poète et écrivain français. Se sachant recherché en 1940 après que ses œuvres sont placées sur la « liste Otto », il trouve refuge chez son ami le poète Pierre de Massot (qui le fera passer pour son père), à Pontcharra-sur-Turdine.
- Pierre de Massot (1900-1969) est un écrivain et poète français. Fils du comte et de la comtesse de Massot de Lafond, il passe son enfance dans une maison familiale à Pontcharra-sur-Turdine.
- Léo Bonneville (1919-2007) est un éditeur de presse et journaliste canadien. A l'issu de la seconde guerre mondiale, Il rejoint le pensionnat de Pontcharra-sur-Turdine en 1946.
- Roger Canac (1928-2020) est un guide de haute montagne et écrivain français, qui a étudié en agriculture dans le Centre national de formation des techniques agricoles de Pontcharra-sur-Turdine.
- Anne-Laure Perrot (1985) est une footballeuse internationale française, qui as été à l'école publique Alice Salanon de 1987 à 1996 et a débuté dans le milieu du football au FC Pontcharra Saint-Loup (FCPSL).

### Héraldique
|  | D'azur au pont de deux arches d'or, surmonté de deux roues de char de huit rais du même. |